# Mirck
Das Mirck (auch: Mirk; Mehrzahl: Mircken/Mirken) ist eine frühneuhochdeutsche Bezeichnung für ein Handelszeichen oder ein Signet (vergleichbar mit dem heutigen Handelszeichen oder dem Firmenlogo), mit dem in der Regel ein zunftangehöriger Meister seine Ware kennzeichnete. Das Recht zur Verwendung eines Mirck wurde von der Zunft verliehen. Mircken bestanden aus Strichen und manchmal den Initialen des Meisters, ähnelten also den Steinmetzzeichen an Bausteinen von Kathedralen. 

## Anwendung

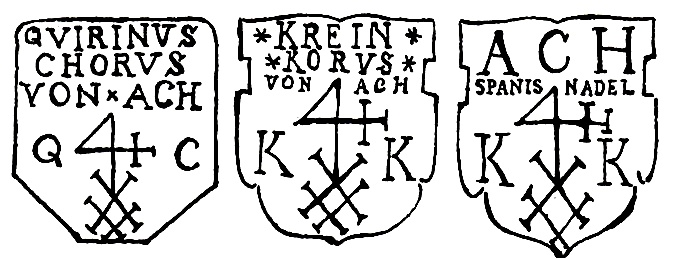
Verschiedene Mirken von Quirinus Chorus (Kreins Korus), Nadelmeister in Aachen

Mirck des Heinrich Hansen 1584
Mirck des Leonhard Schleicher 1591

In Aachen waren es vor allem die Nadler im 17. Jahrhundert, die für ihre Nadelprodukte von den Zünften die Genehmigung zum Führen eines Mircks erhielten. Diese Mircken wurden auf Stempel übertragen, mit deren Hilfe Papierzettel bedruckt werden konnten. Durch entsprechendes Zusammenfalten entstanden hieraus die bekannten Nadelbriefchen zum Verpacken und Versenden der fertigen Nadeln. Dabei wurde durchaus danach differenziert, in welcher Qualität diese Nadeln hergestellt worden sind. So wurde unterschieden in die guten Mirks für Qualitätnadeln, die sogenannten Brüchlingsmirks für Brüchlingsnadeln und die Spanisch-Nadel-Mircks für die nach spanischem Vorbild hergestellten spanischen Nadeln. Neben einem Signet für die jeweilige Nadelvariation kamen noch die Initialen des zuständigen Nadelmeisters (Schönmeisters) hinzu.
Auch die frühneuzeitlichen Kupfermeister in Aachen und später im benachbarten Stolberg, die in Aachen in einer Ambacht (Zunft) organisiert waren, verwendeten Mircken zur Kennzeichnung ihrer Erzeugnisse, zumeist auf Messingplatten. In Aachen durften nur Messingerzeugnisse aus Altenberger Galmei und Mansfelder Kupfer, zwei als besonders qualitativ hochwertig erachteten Grundstoffen, mit dem Aachener Stadtadler gestempelt werden. In Stolberg prozessierte Leonhard Schleicher der Alte von 1591 bis zu seinem Tode 1606 mit wechselndem Erfolg durch mehrere Instanzen bis zum Reichskammergericht in Speyer auf Schadenersatz gegen seinen ehemaligen Diener und Arbeitsknecht Matthias Mompart, der sich selbständig gemacht hatte, wegen Verwendung des Mirck seines ehemaligen Herrn.
In Stolberg wurden die Mircken auch an architektonischen Denkmälern wie den Haustüren oder über den Einfahrten der Kupferhöfe angebracht. Mehrere sind erhalten, darunter das Mirck des Servas von der Weiden im Krönungsstein über der Haustür seines 1612 erbauten Wohnhauses auf dem Kupferhof Unterster Hof und auf dem Grabstein des Kupfermeisters Johannes Markant, der 1686 als erster auf dem Kupfermeisterfriedhof auf dem Finkenberg bestattet wurde. Ein drittes Mirck über dem Tor des ehemaligen Kupferhofs Krautlade wurde bei den Kämpfen des Jahres 1944 zerstört. Es gehörte Heinrich Hansen, dem Schwiegervater des Jeremias Hoesch I. des Älteren, und zeigte wohl einen veränderten Merkur- bzw. Hermesstab.
Jugendstilgalerie mit restaurierten Mircken am Kupferhof Bleibtreu: von links nach rechts: Leonhard Schleicher, 1591; Servas von der Weiden, 1612; Heinrich Hansen, 1584; Johannes Markant, 1686; Mathis Peltzer, 1583; Jeremias Hoesch, 1661; ganz rechts das Familienwappen der Familie Schleicher mit den Jahreszahlen 1716 bis 1996.